# Макагонов, Семён Алексеевич
Семён Алексеевич Макагонов (1903, Воронежская губерния — 1993) — советский партийный деятель, первый секретарь Амурского обкома ВКП(б) (1937—1938).

## Биография
Являлся первым заместителем председателя Госплана РСФСР.
В 1937—1938 гг. — первый секретарь Амурского областного комитета ВКП(б).
1 августа 1938 г. был арестован. В мае 1941 г. уголовное дело было прекращено.
Депутат Верховного Совета РСФСР первого созыва.
Похоронен на Новодевичьем кладбище.